# Економіка Еквадору

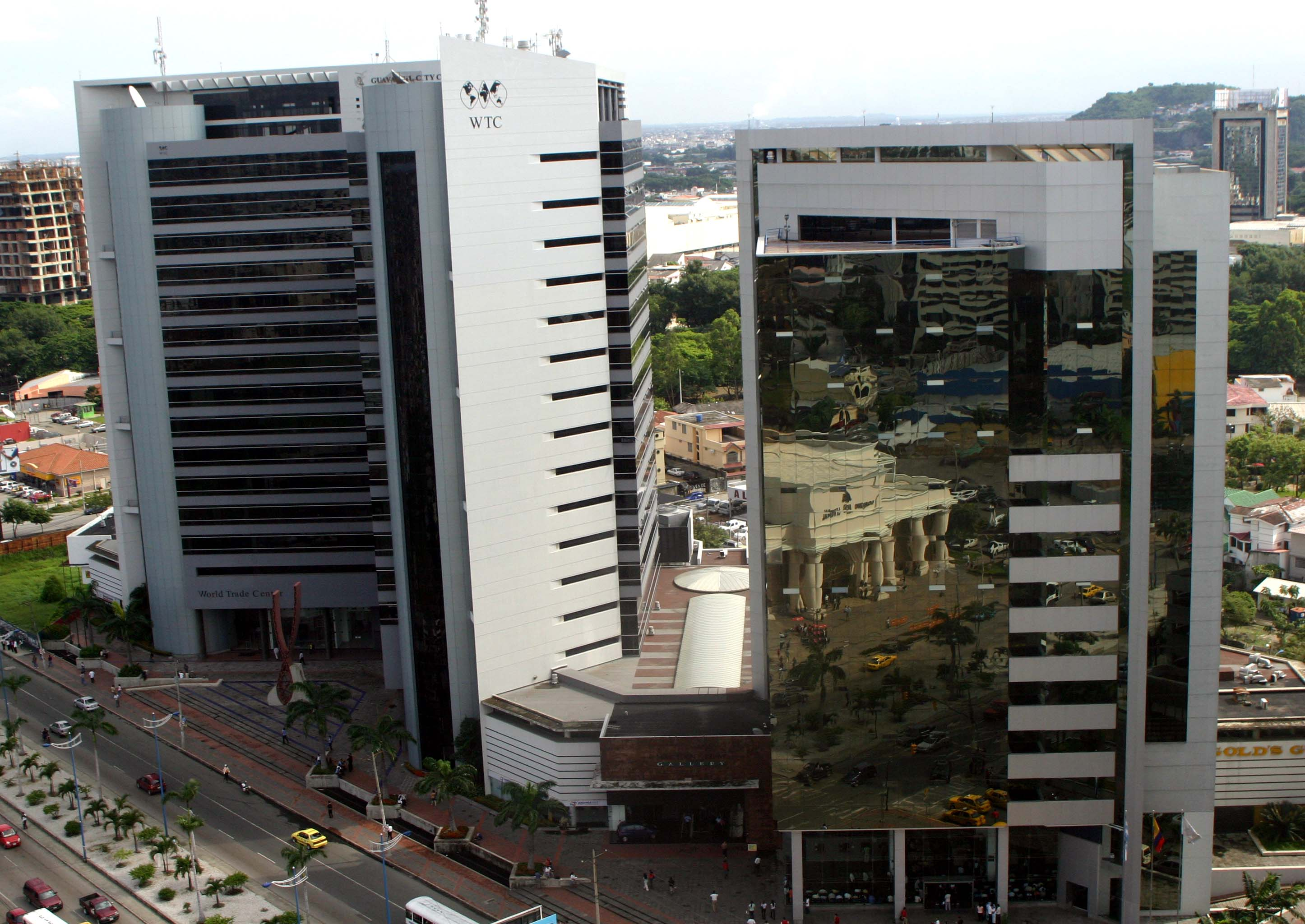
Гуаякіль

Економіка Еквадора заснована на експорті нафти (більше половини доходів країни), сільськогосподарських продуктів (банани, креветки та ін.) та інших природних копалин (наприклад, золота). В 2002 році експорт нафти приніс 40% від всіх доходів. Еквадор - найбільший світовий постачальник бананів ($ 936 млн. У 2002 р.) і  великий експортер креветок ($ 251 млн. У 2002 р.). Так само зростає експорт квітів ($ 291 млн. У 2002 р.) та рибних консервів ($ 333 млн. У 2002 р.).
Обсяг експорту в 2015 році оцінюється в 18,36 млрд дол США. Основні партнери по експорту: США, Чилі, Перу, Колумбія, Панама.
Обсяг імпорту 20,9 млрд доларів, імпортуються промислові продукти, палива, споживчі товари. Партнери по імпорту: США, Китай, Колумбія, Перу.

## Нафта та політика
Перше нафтове родовище в долині Амазонки було відкрите в 1967 американським консорціумом Texaco — Gulf Oil.
Згідно з прийнятим у 1971 Законом про вуглеводні, переважаюче право на розробку нафтових ресурсів повинна була отримати державна компанія. Але процес її створення затягнувся на фоні розквіту нової, нафтової корупції. Під тиском іноземних компаній уряд пропонував навіть перенести вступ закону в силу на 2025 р.
Бачачи нездатність влади реалізувати прийнятий закон, військові на чолі з генералом Родрігесом Лароєм розпочали переворот. Еквадор вступив в ОПЕК, концесії іноземних компаній були переоформлені в договори підряду та участі, а податки — збільшені. В результаті іноземці стали продавати свої частки в нафтових родовищах уряду. На базі створеної американськими компаніями інфраструктури була створена державна нафтова компанія CEPE. Значна частина її доходів йшла на виконання соціальних програм.
З різким ростом цін на нафту в 1970-ті роки перевага Еквадору — вихід до океану та близькість до американського ринку — дозволили різко збільшити доходи держави — з $43 млн в 1971 до $350 млн в 1974. Доходи від нафти дозволили вести боротьбу з бідністю та одночасно розвивати промисловість. Індустріальний ріст призвів до прискорення політичного розвитку, та під тиском профспілок, партій і бізнесу в 1979 воєнні були змушені поступитись владі громадянському уряду.
На жаль, громадянське правління призвело до безконтрольного росту зовнішнього боргу — з $600 млн в 1979 майже до $17 млрд до кінця століття.
Зниження цін на нафту в другій половині 1980-х зробило державу заручником своєї попередньої економічної політики, яка змушена фінансувати витрати за рахунок все більш дорогих кредитів. В 1989, після перетворення державної компанії CEPE в PetroEcuador, її соціальні обов'язки були передані державі, що фактично призвело до їх скасування. Скорочення державної підтримки індіанського населення, на чиїй території добувається нафта, призвело до того, що індіанці стали найактивнішою та революційною силою в суспільстві.
Для виходу з ситуації було вирішено збільшити видобуток нафти, що потребувало від країни вийти з ОПЕК на початку 1990-х. Ріст видобутку, однак, збігся з тривалим періодом низьких цін на нафту, тому різко збільшити інвестиції не вдалось.
Обвал цін на нафту в 1998 році викликав фінансову кризу. В 1999 році Еквадор оголосив дефолт за зовнішніми боргами. Для спасіння економіки Еквадор звернувся за допомогою до МВФ, а на початку 2000 американський долар замінив сукре як національну валюту. Криза призвела до росту бідності. Доля населення, яка мала доходи нижче прожиткового мінімуму, досягла 70 %.
При цьому в рамках угод з МВФ практично всі доходи від нафти стали йти на погашення зовнішнього боргу. Не маючи засобів на розвиток нафтової галузі, держава стала поступати своє місце іноземним компаніям.
Невдоволені політикою уряду, індіанці почали в деяких районах збройний опір розробкам нафти та будівництву трубопроводів. Індіанський фронт «Пачакуті» в 2000 році організував мирний похід на столицю. Цим скористалась воєнна хунта на чолі з полковником Лусіо Гут'єрресом, яка здійснила мирне захоплення влади, — їм, однак, під тиском США довелося поступити владу віце-президенту Набоа, який відновив попередній режим.
Лусіо Гут'єррес провів декілька місяців у в'язниці, став одним з найпопулярніших політиків. Вийшовши на волю, Гут'єррес об'єднався з індіанцями «Пачакуті» та пообіцяв повернути нафту під контроль Еквадору. Це забезпечило йому перемогу на виборах 2003.
Отримавши владу, Гут'єррес зробив ставку на пошук нової угоди зі США і фактичну приватизацію PetroEcuador.
При цьому він спробував відволікти громадську думку про загрозу країні зі сторони колумбійських повстанців. Була розпочата передислокація військ до колумбійського кордону. Крім того, Гут'єррес погодився на розміщення в країні американських воєнних баз.
20 квітня 2005, незважаючи на підтримку США, Гут'єррес був позбавлений свого посту парламентом країни.

## Інші корисні копалини Еквадору
У 2019 р.  виявлено масштабне родовище золота, міді та срібла, яке назване «Альпана». Перші оцінки - 10.9 мільйона тонн міді і близько 23 мільйонів унцій золота.